# اویادی
اویادی (انگلیسی: Uyady) یک شهرک در شهرستان دیورتیورلینسکی در استان باشقیرستان کشور روسیه است.